# Mikoyán LMFS
El proyecto Mikoyan LMFS (en ruso: Микоян ЛМФС) es una propuesta de la industria de Rusia para un caza de combate furtivo, de una sola turbina, de un avión multirol, lejanamente emparentado con el cancelado Mikoyan Proyecto 1.44. Imágenes recientes revelan al caza con una masiva capacidad de carga, mediante bahías alojadas entre los motores, de construcción interna. Se cree que está diseñado para reemplazar al MiG-29.

## Diseño
Desarrollado por el consorcio ruso OAK United Aircraft Corporation, éste caza ligero se cree que contaría con una variante desarrollada del turbojet RD-33, manufacturado por la planta del estudio Klimov. Se cree que la turbina sería de quinta generación, y que en su construcción se utilizarían los últimos avances en turbinas y tecnologías para su cámara de combustión, y que solo recibiría cambios menores en las aspas de las coronas en los componentes a mejorar.

### Desarrollos relacionados
- Quinta generación de cazas de reacción

### Artículos similares
- Lockheed Martin F-35 Lightning II
 Boeing X-32
- Sukhoi Su-57

### Listas relacionadas
- Anexo:Aviones de caza